# Ꜫ
Das Tresillo (Ꜫ, kleingeschrieben ꜫ) ist ein Buchstabe des lateinischen Schriftsystems. Der Buchstabe ähnelt in seinem Aussehen einer vertikal gespiegelten Ziffer 3. Der Buchstabe wurde von spanischen Missionaren in Lateinamerika zur Verschriftlichung der dortigen Maya-Sprachen eingeführt. Der Laut, den dieses Zeichen darstellt, wird von den Missionaren beschrieben als „der einzige wahre Guttural in der Sprache, der stark in der Kehle artikuliert wird und ein Trillgeräusch produziert“. Dieser Laut ist heute als uvularer Ejektiv (IPA: /qʼ/) bekannt.

## Darstellung auf dem Computer
Unicode enthält das Tresillo an den Codepunkten U+A72A (Großbuchstabe) und U+A72B (Kleinbuchstabe).